# 飯田盛敏
飯田 盛敏（いいだ もりとし、1870年7月30日〈明治3年7月3日〉 - 没年不明）は、明治から大正時代の政治家。官吏。三重県四日市市長。旧名は熊蔵。

## 経歴
東京市深川区東大工町にて士族の飯田盛孝の三男として生まれる。1904年（明治37年）5月、旧名を改める。法学を志し、東京仏学校、暁星学校、和仏法律学校で仏語や法律、経済学を修め、法学博士梅謙次郎の知遇を得、1900年（明治33年）司法省仏文翻訳係となり、大臣官房兼参事官室勤務を拝命した。その後、文官高等試験に合格し、地方官試補として群馬県に赴任し、青森県第二部長、岡山県事務官、長崎県港務部長などを歴任した。
前市長の福井銑吉の病気による辞任に伴い、1914年（大正3年）8月には四日市市長に就任。第一次世界大戦による好況を背景に耕地整理による農地の近代化、東洋紡績の設立、昌栄橋の竣工、鵜森神社前道路、三重軌道の開通、タオル工場や四日市青物海産物市場などの設立、尋常高等小学校の設置、市立図書館の建設、消防体制の確立に尽力した。1916年（大正5年）10月にはペストの発生があり、終息に奔走した。1918年（大正7年）8月まで1期4年務めた。
のち京都府産業部長などを経て、台湾総督府に転じ、州事務官や府参事官高雄州内務部長を歴任し、1924年（大正13年）退官した。